# Now in Color
«Now in Color» (с англ. — «Теперь в цвете») — третий эпизод американского мини-сериала «Ванда/Вижн», основанного на персонажах Ванда Максимофф / Алая Ведьма и Вижн из комиксов Marvel Comics. В этом сериале пара пытается скрывать свои способности, так как они живут идиллической пригородной жизнью 1970-х годов в городе Уэствью. Действие эпизода происходит в медиафраншизе «Кинематографическая вселенная Marvel» (КВМ), и он напрямую связан с фильмами франшизы. Сценарий к эпизоду написала Меган Макдоннелл, а режиссёром стал Мэтт Шекман.
Элизабет Олсен и Пол Беттани вновь исполняют соответствующие роли Ванды Максимофф и Вижна из серии фильмов, и главные роли также исполняют Тейона Паррис и Кэтрин Хан. Шекман присоединился к сериалу в августе 2019 года. Этот эпизод отдаёт дань уважения ситкомам 1970-х годов, таким как «Семейка Брейди» и «Хорошие времена», и в нём Ванда рожает близнецов, а затем эпизод ссылается на брата-близнеца Ванды, Пьетро. Съёмки проходили в мегаполисе Атланты, а также на студии «Pinewood Atlanta Studios» и в Лос-Анджелесе.
Эпизод «Теперь в цвете» был выпущен на «Disney+» 22 января 2021 года.
Критики высоко оценили отсылки эпизода к Пьетро и Альтрону, а также новую информацию, предоставленную о тайнах сериала, но подвергли критике небольшую роль Агнес (Кэтрин Хан) в эпизоде.

## Сюжет
В 1970-х гг. доктор Нильсон осматривает Ванду, которая заметно забеременела в удивительно короткие сроки. Доктор говорит, что всё в порядке, и уезжает, намереваясь отправиться в отпуск на Бермуды. Пока Вижн провожает Нильсона, он видит, как его сосед Хёрб прорезает бетонную стену, разделяющую их подъездные пути.
Ванда и Вижн обустраивают пустую комнату для ребёнка и спорят о том, как его назвать (Ванда предлагает Томми, а Вижн — Билли). Беременность Ванды протекает всё быстрее, и она случайно генерирует энергетический всплеск, который отключает электричество по всему городу. Пока Вижен убегает за доктором Нильсоном, к Ванде в гости приходит Джеральдина. Ванда безуспешно пытается скрыть свою беременность, а затем при помощи Джеральдины рожает мальчиков-близнецов.
Доктор Нильсон намекает, что его отпуск был попыткой сбежать из Уэствью. Вижн застаёт Хёрба за сплетнями с их соседкой Агнес, и они спрашивают Вижна о Джеральдине. Хёрб пытается рассказать Вижну что-то об их ситуации, но Агнес останавливает его и говорит, что у Джеральдины нет дома или семьи в Уэствью. Тем временем, Ванда напевает малышам песню на заковианском языке, и говорит Джеральдине, что она тоже близнец. Внезапно, Джеральдина упоминает её брата — Пьетро Максимоффа, и упоминает, что он был убит Альтроном. Ванда замечает, что Джеральдина носит кулон с эмблемой меча и начинает допрашивать Джеральдину.
Вижн возвращается домой и обнаруживает, что Джеральдина исчезла, и Ванда объясняет, что Джеральдине «пришлось уйти домой». За границей Уэствью Джеральдину выбрасывает из купола телевизионных помех, которая окружает город, и её окружают агенты организации «М.Е.Ч.».
Рекламный ролик во время программы «ВандаВижн» рекламирует порошок для ванн «Hydra Soak».

## Производство

### Разработка
К октябрю 2018 года «Marvel Studios» разрабатывала мини-сериал с участием Ванды Максимофф (Элизабет Олсен) и Вижна (Пол Беттани) из фильмов кинематографической вселенной Marvel (КВМ). В августе 2019 года Мэтт Шекман был нанят в качестве режиссёра мини-сериала. Шекман, наряду с главным сценаристом Жак Шеффер, Кевином Файги, Луисом Д’Эспозито и Викторией Алонсо стали исполнительными продюсерами:50. Файги описал сериал как наполовину «классический ситком, наполовину марвеловский блокбастер», отдающий дань уважения многим эпохам американских ситкомов. К третьему эпизоду, названному «Теперь в цвете», сценарий написала Меган Макдоннелл, и этот эпизод отдаёт дань уважения ситкомам 1970-х годов, переходя на «Техниколор» после того, как первые два эпизода были чёрно-белыми.

### Сценарий
Этот эпизод отдаёт дань уважения ситкомам 1970-х годов, таким как «Семейка Брейди», «Хорошие времена», «Шоу Мэри Тайлер Мур» и «Семья Партриджей». Звезда сериала Тейона Паррис сказала, что отсылки к «Семейке Брейди» и «Хорошим временам» в сериале были «столкновением множества элементов и персонажей», и использовала персонажей Тельмы и Уиллоны из «Хороших времён» как опорную точку. Олсен считала, что рождение детей позволило Ванде соединиться с воспоминаниями о брате Пьетро, которого она ранее похоронила. Шеффер сказала, что факт того, что она близнец, и потеря Пьетро были частью опыта и травмы Ванды, и отсылка к ним в этом эпизоде «имела смысл… в тот момент для неё была некоторая эмоциональная честность», окружённая ложным чувством счастья, которое обеспечивал ситкомный мир.
В сериале присутствуют поддельные рекламные ролики, которые, по словам Файги, указывают на то, что «часть правды шоу начинает просачиваться наружу», и в «Теперь в цвете» присутствует порошок для ванн «Hydra Soak» со слоганом «Найди богиню внутри!». Так как это второй эпизод, где упоминается Гидра в рекламе, Саванна Салазар из «Vulture» полагала, что это может указывать на то, что Гидра была организацией, стоящей за происходящим, хотя некоторые диалоги в рекламе, казалось, указывали на то, что Ванда создавала свой собственный мир, чтобы избежать своих проблем. Молли Эдвардс из «Total Film» чувствовала, что фразировка рекламы может просто означать, что силы Ванды уже были «внутри» и были разблокированы Гидрой, а не то, что она получила их в результате их экспериментов. Аналогичное мыло от Гидры по контролю за разумом было упомянуто в сериале Marvel Television «Агенты „Щ.И.Т.“», в эпизоде четвёртого сезона «Идентичность и изменение».

### Подбор актёров
Главные роли в эпизоде исполняют Элизабет Олсен (Ванда Максимофф), Пол Беттани (Вижн), Тейона Паррис (Джеральдина) и Кэтрин Хан (Агнес):27:03-27:20. Также в эпизоде появляются Эмма Колфилд Форд (Дотти Джонс), Дэвид Пэйтон (Хёрб), Дэвид Ленгел (Фил Джонс), Рэнди Оглсби (доктор Нильсон) и Роуз Бьянко (миссис Нильсон). Итамар Энрикес, Уэсли Киммел, Сидни Томас и Виктория Блэйд появляются в поддельной рекламе.

### Съёмки и визуальные эффекты
Съёмки на звуковой сцене проходили в павильонах студии «Pinewood Atlanta» в Атланте, Джорджия, где режиссёром стал Шекман, а Джесс Холл выступил в качестве оператора. Съёмки также проходили в мегаполисе Атланты, а наружные съёмки и съёмки на заднем дворе студии проходили в Лос-Анджелесе, когда сериал возобновил производство после перерыва из-за пандемии COVID-19:50. В качестве освещения в эпизоде Холл использовал вольфрамовые лампы, которые были обычны для эпохи 1970-х годов:6. В эпизоде присутствует закадровый смех, и формат изображения большей части эпизода был 4:3 до тех пор, пока в конце Джеральдину не изгнали из реальности «Ванда/Вижна» и эпизод не вернулся к современному широкоэкранному формату. Визуальные эффекты к эпизоду были созданы компаниями «Monsters Aliens Robots Zombies», «Framestore», «Rodeo FX», «Perception», «RISE», «The Yard VFX», «SSVFX» и «capital T»:29:21-29:36.

### Музыка
Авторы песен Кристен Андерсон-Лопес и Роберт Лопес были горды текстом главной темы эпизода, «We Got Something Cooking», причём Лопес чувствовал, что строки «One plus one is more than two» и «One plus one is family» были «самыми тупыми, самыми смешными и телевизионными строками песни, которые мы когда-либо писали». Андерсон-Лопес отметила, что вторая строка изначально была «One plus one is more than three», но была переписана на «One plus one is family», потому что считалось, что оригинал мог быть спойлером. В этом эпизоде присутствует песня «Daydream Believer» от The Monkees, а также Ванда поёт колыбельную, которая была написана Шеффер. Песня под названием «Заковианская колыбельная» была переведена на вымышленный заковианский язык языковым тренером сериала Кортни Янг. Шеффер сказала, что эта песня просто была о матери, поющей для своего ребёнка, а не о какой-либо из больших тайн сериала, и описала её как «искреннюю версию главной песни телевизионного ситкома». «Marvel Music» и «Hollywood Records» выпустили саундтрек к третьему эпизоду в цифровом формате 29 января 2021 года, и в нём присутствовала музыка композитора Кристофа Бека. Первым треком является главная тема от Андерсон-Лопес и Лопеса.
| №                   | Название | Длительность |
| ------------------- | --- | ------------ |
| 1.                  | «We Got Something Cooking» (при участии Кристен Андерсон-Лопес, Элиз Уиллис, Лоры Дикинсон, Роберта Лопеса, Эрика Брэдли и Джеральда Уайта) | 1:07         |
| 2.                  | «Uncharted Waters» | 1:06         |
| 3.                  | «The Strangest Thing» | 1:17         |
| 4.                  | «Hydra-Soak» | 0:39         |
| 5.                  | «A Stork in the House» | 0:49         |
| 6.                  | «Fish Pants» | 0:52         |
| 7.                  | «A Child Is Born» | 1:27         |
| 8.                  | «Twins» | 1:44         |
| 9.                  | «No Home» | 3:30         |
| Общая длительность: | Общая длительность: | 12:31        |

## Маркетинг
В начале декабря 2020 года было выпущено шесть постеров для этого сериала, каждый из которых изображал десятилетие с 1950-х по 2000-е годы. Чарльз Пуллиам-Мур из io0 назвал постер к этому эпизоду «самым большим эстетическим изменением» по сравнению с предыдущими десятилетиями, указав, что сериал будет в «ярком техниколоре». Он не был уверен, что голые стены и ваза с фруктами на телевизоре имеют какое-то значение, но чувствовал, что фрукты ощущаются «как кивок в сторону удивительному повороту судьбы, который Вижен обнаруживает немного позже». Киган Проссер из «Comic Book Resources» чувствовала, что постер имел «соответствующую тому десятилетию деревянную обшивку», как и Ванда и Вижен были в соответствующей эпохе одежде и причёсках. После выхода эпизода Marvel анонсировала товары, вдохновлённые этим эпизодом, в рамках еженедельной акции «Marvel Must Haves» для каждого эпизода сериала, включая футболки, домашнюю одежду, аксессуары, «Funko Pop» и серебряную копию ожерелья Джеральдины с кулоном меча на нём из эпизода.

## Релиз
Эпизод «Теперь в цвете» был выпущен «Disney+» 22 января 2021 года.

## Отзывы
Агрегатор рецензий «Rotten Tomatoes» присвоил эпизоду 86 % рейтинга со средним баллом 7,38/10 на основе 22 отзывов. Консенсус критиков на сайте гласит: «„Теперь в цвете“ приобретает более тёмный оттенок по мере разгадывания центральной тайны шоу, поднимая почти столько же новых вопросов, сколько и ответов на них по пути».
Сэм Барсанти из «The A.V. Club» чувствовал, что «пресловутая плотина прорывается», когда упоминается Пьетро, добавив, что «этот леденящий душу момент… может быть одним из лучших „О чёрт, они это делают“ моментов КВМ за долгое время». Его коллега Стивен Робинсон дал эпизоду оценку «B+» и чувствовал, что с этим эпизодом «сюжет переходит в захватывающий овердрайв», уподобляя этот эпизод скорее «Сумеречной зоне», чем «Семейке Брейди». Робинсон был менее увлечён эпохой 1970-х годов, чем 1960-х годов из предыдущего эпизода, назвал закадровый смех в эпизоде «ещё более навязчивым», чем в предыдущем эпизоде, и хотел, чтобы Агнес больше фигурировала в этом эпизоде. Робинсон всё таки назвал финальный акт эпизода «тревожным» из его тёмной подоплёки. Дон Кэй из «Den of Geek» чувствовал, что эпизод «полностью охватывает эстетику телевизионной комедии 1970-х годов, дополненную сумасшедшими причёсками и нарядами, ярко освещёнными декорациями и даже новыми главной песней и титрами, которые выглядят так, как будто они только что прибыли с прослушивания на „Семейку Брейди“». Он дал «Теперь в цвете» четыре звезды из пяти.
Даррен Франик из «Entertainment Weekly» выделил Паррис, отметив, что один из её монологов «рассмешил меня». Однако он раскритиковал предполагаемую страшную сцену в эпизоде, посчитав её «обычной». Коллега Франика, Чанселлор Агард, наслаждался сценой, где аист ожил, так как это был «весёлый визуальный образ», который добавлял «дополнительный уровень странности ко всему эпизоду». Он чувствовал, что эмоциональные ставки сериала о Ванде, спасающейся от горя потери Вижена и её брата Пьетро были «зафиксированы на месте» к концу эпизода. Агард дал эпизоду оценку «B+», а его коллега по «Entertainment Weekly» Кристиан Холуб «вышел из себя» при упоминании Альтрона. Мэтт Пёрслоу из «IGN» дал «Теперь в цвете» 8 баллов из 10 и сказал: «Эта запись 1970-х годов, наконец, разрушает иллюзию ситкома ровно настолько, чтобы два элемента оммажа тв-комедиям и головоломки „ВандаВижена“ чувствовались сплочёнными, а не разрозненными. Возможно, мы всего на несколько дюймов приблизились к тому, чтобы узнать больше о тайне шоу, но это на милю впереди с точки зрения того, чтобы „Ванда/Вижн“ чувствовался как настоящая часть КВМ». Когда выяснилось, что Уэствью является физическим местом, Пёрслоу задался вопросом, мог ли он находиться в альтернативной реальности и связан ли с фильмом «Доктор Стрэндж: В мультивселенной безумия» (2022).
Бен Трэверс из «IndieWire» был более критичен к этому эпизоду, дав ему оценку «C+». Он чувствовал, что баланс между комедийным сериалом и тайной был «всё ещё далёк, но, по крайней мере, сериал, кажется, постепенно приближается к признанию своей двойственности», и что Агнес была недостаточно использована в этом эпизоде. Он не наслаждался фасадом мира ситкомов, заявив: «Очень трудно расслабиться и наслаждаться шоу… когда вы знаете, что он просто существует, чтобы заполнить время между каплями информации». Абрахам Рисман из «Vulture» дал «Теперь в цвете» 2 звезды из 5 и чувствовал, что эпизод «ставит перед собой задачу усилить странность и путаницу, и он более или менее достигает этой цели», но добавил, что единственная задача, которую «Ванда/Вижн» давал зрителям, состояла в том, чтобы собрать подсказки к разгадке тайны, которая была «почти самым пустым, самым покровительственным способом заставить людей вернуться к чему-то». Он продолжил, сказав, что «то, что мы видели до сих пор, настораживает», и он был готов быть приятно удивлён, если оставшиеся эпизоды станут более интересными, но он «обнадёживал себя».

## Комментарии
1. ↑  События фильма «Мстители: Эра Альтрона» (2015)[1].